# Ørbæk Kommune
Ørbæk Kommune i Fyns Amt blev dannet ved kommunalreformen i 1970. Ved strukturreformen i 2007 blev den indlemmet i Nyborg Kommune sammen med Ullerslev Kommune.

## Tidligere kommuner
Ørbæk Kommune blev dannet inden kommunalreformen ved frivillig sammenlægning af 7 sognekommuner:
| Kommune               | Folketal september 1965 | Byer            |
| --------------------- | ----------------------- | --------------- |
| Ellested              | 360                     |                 |
| Frørup                | 1.490                   | Frørup og Tårup |
| Herrested             | 1.034                   | Måre            |
| Kullerup-Refsvindinge | 1.238                   | Refsvindinge    |
| Langå-Øksendrup       | 815                     | Langå           |
| Svindinge             | 706                     | Svindinge       |
| Ørbæk                 | 1.133                   | Ørbæk           |
| I alt                 | 6.776                   |                 |

## Sogne
Ørbæk Kommune bestod af følgende sogne:
- Ellested Sogn (Vindinge Herred)
- Frørup Sogn (Vindinge Herred)
- Herrested Sogn (Vindinge Herred)
- Kullerup Sogn (Vindinge Herred)
- Langå Sogn (Gudme Herred)
- Refsvindinge Sogn (Vindinge Herred)
- Svindinge Sogn (Gudme Herred)
- Øksendrup Sogn (Gudme Herred)
- Ørbæk Sogn (Vindinge Herred)

## Borgmestre[2]
| Periode   | Navn                 | Parti   |
| --------- | -------------------- | ------- |
| 1970-1978 | Laurits Hansen       | Venstre |
| 1978-1986 | Henrik Nielsen       | Venstre |
| 1986-2001 | Jens Jørgen Pedersen | Venstre |
| 2002-2006 | Kaj Refslund         | Venstre |

## Rådhus
Ørbæk havde haft jernbanestation på Ringe-Nyborg Banen, der blev nedlagt i 1962. Stationsbygningen blev revet ned for at give plads til opførelse af Ørbæk Kommunes rådhus i 1969-70.
Efter strukturreformen blev Nyborg Kommunes ældreafdeling placeret i Ørbæk indtil 2013, hvor man besluttede at samle administrationen i Nyborg. Det lokale boligselskab overtog så huset for at bygge boliger på grunden. Først ville man rive rådhuset ned. Så ændrede man planen til at genbruge og renovere det meste af huset, men det kunne ikke lade sig gøre fordi huset var gennemsyret af giftige stoffer, især PCB. Så man måtte alligevel rive det gamle rådhus ned.